# WTA Sydney
Il WTA Sydney è stato un torneo femminile di tennis che si disputava a Sydney in Australia su campi in cemento ed erba.

## Albo d'oro

### Singolare
| Anno | Campionessa             | Finalista        | Punteggio     |
| ---- | ----------------------- | ---------------- | ------------- |
| 1976 | Martina Navrátilová     | Betty Stöve      | 7–5, 6–2      |
| 1977 | Evonne Goolagong Cawley | Kerry Reid       | 6–1, 6–3      |
| 1978 | Dianne Fromholtz        | Kerry Reid       | 6–1, 1–6, 6–4 |
| 1979 | Sue Barker              | Rosalyn Fairbank | 6–0, 7–5      |

### Doppio
| Anno | Campionesse                                                          | Finalista                   | Punteggio        |
| ---- | -------------------------------------------------------------------- | --------------------------- | ---------------- |
| 1976 | Martina Navrátilová Betty Stöve (1)                                  | Françoise Dürr Ann Kiyomura | 6–3, 7–5         |
| 1977 | Kerry Reid (1) Greer Stevens Evonne Goolagong Cawley Betty Stöve (2) |                             | Titolo condiviso |
| 1978 | Kerry Reid (2) Wendy Turnbull (1)                                    | Judy Connor Anne Hobbs      | 6–2, 4–6, 6–2    |
| 1979 | Wendy Turnbull (2) Billie Jean King                                  | Pam Shriver Sue Barker      | 7–5, 6–4         |